# Talal Abu-Ghazaleh
Talal Abu-Ghazaleh (Jaffa, Mandato británico de Palestina, 22 de abril de 1938). Estableció la Organización Talal Abu-Ghazaleh (TAG-Org) en 1972, un líder proveedor global de servicios profesionales y educativos en 80 oficinas alrededor del mundo. Reconocido como uno de los líderes más influyentes del mundo árabe y en la escena internacional, con logros de toda la vida, distinciones y contribuciones sobresalientes a la educación, contabilidad, propiedad intelectual, administración de empresas y gestión, el comercio, TIC, la ciencia y la tecnología, el derecho y los campos relacionados. Un constructor de instituciones con un sentido de la historia y una visión para el renacimiento de los mundos, el árabe y el islámico.

## Premios Honoríficos
- Premios de Responsabilidad Social de Abu Ghazaleh, lanzado por la Red Regional CSR por sus esfuerzos en iniciativas sociales (2014).
- El Premio Árabe de Medios de Innovación, de Su Alteza el Jeque Jaber Mubarak Al Hamad Al Sabah, Kuwait, (2012).
- Premio del Hombre del Año del Instituto Internacional de Palestina, Reino Hachemita de Jordania (2012).
- Premio de “Personalidad TIC Árabe” del año 2010 de la Unión de Asociaciones Árabes de TIC, Reino de Baréin (2010).
- Premio de Honor, Federación Árabe para la Protección de los Derechos de Propiedad Intelectual (AFPIPR), del Reino Hachemita de Jordania, 2009.
- El Premio Internacional de Logros de toda la vida, Emiratos Árabes Unidos (2008).
- Salón de Propiedad Intelectual de Academia de la Fama, EE. UU. (2007).
- Premio Internacional de Mercurio de Oro de Su Alteza Real el Príncipe Khalifa Bin Salman Al Khalifa, Reino de Baréin (1978).
- Premio de la Trayectoria de Aljazeera, Catar (2004).

## Presidencias
Su Excelencia Dr.Talal Abu Ghazaleh también preside los siguientes consejos, foros, Instituciones y Universidades.:
- Asociación Nacional Jordana de Orquesta – Jorchestra (2014).
- Equipo de Trabajo de la Carta Económica Árabe, Reino Hachemita de Jordania (2013).
- Foro Económico y Cultural Chino-Árabe. Reino Hachemita de Jordania (2013).
- Foro Crítico de Drama. Reino Hachemita de Jordania (2013).
- Coalición Árabe de Industrias de Servicio. Doha, Catar (2012).
- Colegio Universitario de Negocios de Talal Abu Ghazaleh (TAG-UCB), Manama, Reino de Baréin (2012).
- Universidad Internacional Talal Abu Ghazaleh, Amán, Reino Hachemita de Jordania (TAGI-UNI) (2012).
- Foro de Desarrollo de la Política Económica (EPDF), Amán, Reino Hachemita de Jordania (2011-Hasta la actualidad).
- Red de Investigación y Educación de Estados Árabes(ASREN), (2010-Hasta la actualidad).
- Foro de Retos Globales, Ginebra, Suiza (2010-2011).
- Alianza Mundial de las Naciones Unidas para la TIC y Desarrollo (GAID), Nueva York, EE. UU. (2009- 2010).
- Consejo de la Sociedad de Conocimiento Afroasiática, Egipto (2009).
- Junta Directiva, Pacto Mundial de Naciones Unidas, Nueva York, EE. UU (2007-2008).
- Organización Árabe para el Aseguramiento de la Calidad de la Educación (AROQA), Bruselas, Bélgica (2007-Hasta la actualidad).
- Consejo de Administración del Grupo Evian, Ginebra, Suiza (2006-2009).
- Grupo Evian-Región Árabe (EGAR) (2006-2009).
- Enciclopedia de la Excelencia y el Comité de Civilización, Riad, Arabia Saudita (2008).
- Acción Empresarial para Apoyar a la Sociedad de Información (BASIS), Cámara de Comercio Internacional (ICC), París, Francia (2006-2008).
- Alto Patronato, Perspectiva Europea, París, Francia (2005-2007).
- Equipo de Trabajo de las Naciones Unidas para Tecnologías de Información y Comunicación (UN ICT TF), Nueva York, EE. UU (2004-2006).
- Comité Asesor sobre Gestión de Internet. Grupo de Trabajo de las Naciones Unidas para Tecnologías de Información y Comunicación. (UN ICTTF), Nueva York, EE. UU. (2003-2004).
- Grupo de Trabajo de la Cámara Internacional de Comercio (ICC TF) sobre la Gestión de Internet, París, Francia (2003-2004).
- Sociedad de Arbitración y Mediación de la Propiedad Intelectual Árabe (AIPMAS), Amán, Reino Hachemita de Jordania (2003-Hasta la actualidad).
- Comisión sobre el Negocio Electrónico, Tecnologías de Información y Telecomunicaciones, Cámara de Comercio Internacional (ICC), París, Francia (2001-2008).
- Grupo de Trabajo de las Naciones Unidas de Tecnologías de Información y Comunicación (UN ICT TF), Nueva York, EE.UU (2001-2004).
- Red Regional Árabe del Grupo de Trabajo de las Tecnologías de Información y Comunicación de las Naciones Unidas (UN ICT TF), Nueva York. EE. UU. )2001-2004).
- Grupo de Trabajo sobre Recursos Humanos y Capacitación (HRCB) de las Tecnologías de Información y Comunicación de las Naciones Unidas, (UN ICT TF), Nueva York, EE.UU (2001-2002).
- Consorcio de Nombres Árabes de Internet (AINC), Amán, Reino Hachemita de Jordania (2001).
- Sociedad de Licenciamiento de Ejecutivos- Países Árabes (LES-AC), Amán, Reino Hachemita de Jordania (1998-Hasta la actualidad).
- Comisión de las Naciones Unidas de Expertos sobre las Normas Profesionales de Calificación, Ginebra, Suiza (1995-1998).
- Grupo de Trabajo Intergubernamental de Expertos de las Naciones Unidas sobre Normas Internacionales de Contabilidad y Presentación de Informes (ISAR), Nueva York, EE.UU (1995-1996).
- Comité para Asuntos de los nuevos países industrializados y en desarrollo (ISAC) (1989-1992).
- Sociedad Árabe de Gestión del Conocimiento (AKMS), Nueva York, EE.UU (1989-Hasta la actualidad).
- Sociedad Árabe para Propiedad Intelectual (ASIP), Múnich, Alemania (1987-Hasta la actualidad); en estatuto consultivo ante la Organización Mundial de la Propiedad Intelectual (WIPO).
- Sociedad Árabe Internacional de Contadores Públicos (IASCA), Londres, Reino Unido (1985-Hasta la actualidad); en estatuto consultivo con el Consejo Económico y Social de las Naciones Unidas (ECOSOC).

## Afiliaciones Seleccionadas
- Miembro de la Junta Asesora de la Universidad Smart de Hamdan Bin Mohammed, Emiratos Árabes Unidos (2014).
- Miembro del Comité Bretón Woods, EE.UU (2014).
- Embajador Global de Responsabilidad Social de la Red Regional CSR, Reino de Baréin (2014).
- Comisión Real para mejorar el Sistema de la Integridad, Reino Hachemita de Jordania (Desde 2013).
- Consejo de Relaciones Árabes con Latinoamérica y el Caribe (CARLAC), Emiratos Árabes Unidos (2013).
- Organización Mundial de Comercio (WTO). Panel sobre Definición del Futuro del Comercio, Suiza (Desde 2012).
- Festival de Pensadores, Emiratos Árabes Unidos (Desde 2011).
- Consejo Asesor Internacional, Universidad de Baréin, Reino de Baréin (2010-2011).
- Senador, Cámara Alta del Parlamento Jordano, Reino Hachemita de Jordania (2010-2011).
- Asesor Internacional, Ciudad Electrónica del Rey Hamad Ibn Isa Al Khalifa, Reino de Baréin (2009).
- Miembro Honorario de la Junta de la Organización de Solidaridad de los Pueblos Afroasiáticos (2008).
- Consejo Ejecutivo, Cámara Internacional de Comercio (ICC), Francia (2007-2009).
- Junta Directiva, Organización Árabe de Anticorrupción, Líbano (Desde 2007).
- Junta Directiva, Pacto Mundial de las Naciones Unidas, EE.UU (2006-2008).
- Consejo Asesor, Grupo Evian, Suiza (2005-2009).
- Junta Directiva, Fundación Rey Hussein, EE. UU. (Desde 2005).
- El Consejo Internacional Consultivo, la Coalición Mundial, EE. UU. (2005).
- Junta Directiva, Consejo Consultivo Mundial de Enlaces de los Países Árabes, EE. UU. (2004-2005).
- Junta Directiva, Enlaces Mundiales, Washington, Ee.UU. (2003-2004).
- Grupo Consultivo del Sector Público, Federación Internacional de Contadores (IFAC), EE. UU. (2003-2006).
- Junta Directiva, Centro Rey Hussein de Cáncer (KHCC), Reino Hachemita de Jordania (2003-2006).
- Junta Directiva, Conservatorio Nacional de Música (NMC), Reino Hacheita de Jordania (2003-2006).
- Consejo Asesor, Comunidad de Conocimiento Económico, Entrada del Desarrollo, El Banco Mundial, EE. UU. (2002-2005).
- Consejo Asesor, Comisión Asesora de Industria, Organización Mundial de Propiedad Intelectual (WIPO), Suiza (1999-2000).
- Consejo Asesor, Consejo Oriente Medio del Centro de Estudios Estratégicos e Internacionales (CSIS), EE.UU (1995-1997).
- Miembro del Consejo, Federación Internacional del Consejo de Contadores (IFAC), EE. UU. (1992).
- Miembro del Consejo, Comité Internacional de Normas de Contabilidad (ISAC), Reino Unido (1988-1990).
- Miembro de Foro de Pensamiento Árabe (Desde 1988).
- Miembro del Consejo, Comité de Prácticas Internaciones de Auditoría (IAPC) de IFAC, EE. UU. (1987-1990).
- Consejo de Gobernadores, Centro Keck para Estudios Estratégicos Internacionales, EE. UU. (1985-1988).
- Junta Directiva, Universidad Americana de Beirut, Líbano (1980-1982).

## Patronatos de Música
- Patrón, La Segunda Modernidad: Conferencia de Colaboración Artística de Fairuz y Ziad Rahbani, Programa Anis Makdisi de Literatura de la Universidad Americana de Beirut (AUB), Líbano (2006).
- Patrón, Sinfonías de Walid Gholmieh (2006).
- Concierto Privado por Ramzy Yassa y Concierto de Ghada Ghanem, Reino Unido (agosto de 2004).
- Patrón, L’Association pour le Rayonnement de l’Opéra National de París (AROP) (desde 2004).
- Junta de Síndicos y el presidente, Conservatorio Nacional de Música (NMC), Reino Hachemita de Jordania (2003-2005).
- Patrón, Orquesta Sinfónica Nacional Libanesa (LNSO) (desde 2003).
- Patrón, l’Opéra de París (desde 2001).
- Concierto privado de la Orquesta Mozarteum de Salzburgo, Austria (22 de julio de 2000).
- Asamblea General 28 de Música Internacional “Council-Petra”, Reino Hachemita de Jordania (1999).
- Concierto TAGO Jubileo de Oro, Reino Unido (julio de 1997).
- Concierto privado por Ramzi Yassa, EE. UU. (mayo de 1994).
- Patrón, Freunde der Salzburger Festspâele (desde 1976).

## Iniciativas de TAG-Org
- Diseñado y producido TAGITOP, parte superior de la capacidad de la computadora portátil de línea con la portabilidad Netbook.
- Sociedad del Conocimiento de Talal Abu Ghazaleh que faculta a la juventud árabe como parte de la responsabilidad corporativa de TAG-Org.
- Premio del Conocimiento de Talal Abu-Ghazaleh: Concede becas a los palestinos distintivos para estudiar en TAGSB.
- Subvención Talal Abu-Ghazaleh concedida a los ciudadanos de Cisjordania y Gaza para obtener Calificaciones Certificadas de Contador Árabe Profesional.
- Subvención para los distinguidos graduados universitarios árabes en contabilidad para conseguir la calificación de Contables Árabes Certificados y Profesionales.
- Lanzamiento del Premio Adel Al-Saadi de Excelencia para el primer estudiante que se gradúa en la Sociedad de Contadores Públicos.
- Enciclopedia Electrónica Árabe. (TAGIPEDIA)
- Centro de Investigación de Negocios de Talal Abu ghazaleh en la Facultad de Canisius.
- Premio del concurso de cuentos “El Temido Echo”, realizado por el Consejo Superior para la atención de las artes, la literatura y las ciencias sociales en la República Árabe Unida, para los estudiantes de instituciones de educación superior en los países árabes.

## Diccionarios
- Diccionario TIC de Talal Abu-Ghazaleh, Segunda Edición (2013)
- Diccionario IP de Talal Abu-Ghazaleh, Segunda Edición (2013)
- Diccionario de Patentes de Talal Abu-Ghazaleh. (2012)
- Diccionario Jurídico de Talal Abu-Ghazaleh, (2012)
- Diccionario de Colocaciones de Talal Abu-Ghazaleh, (2012)
- Diccionario TIC de Talal Abu-Ghazaleh, Primera Edición (2008)
- Diccionario de Contabilidad y de Negocios de Talal Abu-Ghazaleh, (2001)
- Diccionario IP de Talal Abu ghazaleh, 1.ª Edición (2000)
- Diccionario de Contabilidad Inglés-Árabe de Talal Abu Ghazaleh, 1.ª Edición, (1978)

## Iniciativas (Responsabilidad Social Corporativa)
- En el campo de la Educación y la Investigación Científica
  - Organización Árabe de Redes de Investigación Científica y de Educación.
  - La Organización Árabe para la Garantía de Calidad en la Educación.
  - Facultad de Graduados de Ciencias Empresariales de Talal Abu-Ghazaleh, (Jordania).
  - Colegio Universitario de Negocios de Talal Abu-Ghazaleh, (TAGCUB-Bahrain)
  - Universidad de Talal Abu Ghazaleh, “Universidad de Mundo”.
  - UNESCO y TAG-Org: Alianza sobre Indicadores de las TIC en Educación.
  - Centro Confucio Talal Abu-Ghazaleh para la sensibilización sobre los valores culturales compartidos árabe-chino (TAG-Confucio).

- Iniciativas de Servicio Comunitario
  - Mercado Electrónico de Jerusalén, mercadeo para apoyar a los palestinos árabes en Jerusalén. Es un portal electrónico y un mercado comercial directo entre Palestina y el mundo.
  - El Mercado de Cambios de Palestina, un portal electrónico para la facilitación del trabajo de los hombres de negocios palestinos con el mundo.
  - Asociación Jordana de Negocio Familiar para crear conciencia y desarrollar estándares de gobierno.
  - Cooperación de TAG-Org con el Centro de Apoyo Catar a la Sociedad Civil y la Red Regional para la responsabilidad social corporativa.
  - Servicios profesionales para mejorar las funciones y el rendimiento de la Agencia de Noticias de Jordania (Petra)
  - Foro del Conocimiento de Talal Abu-Ghazaleh: “Un espacio para el diálogo y el intercambio de conocimientos”.
  - Centro de Gobernabilidad para la sensibilización y para el ejercicio de la función social al servicio de la sociedad.
  - Centro de Cambridge Talal Abu-Ghazaleh para Habilidades de TI: Contribuir a la Construcción de la sociedad del conocimiento.
  - Centro Talal Abu-Ghazaleh, Centro para la Rehabilitación de Computadoras y su distribución entre las organizaciones benéficas y escuelas.
  - Centro Electrónico de Formación en el Campamento de Gaza para proporcionar a los jóvenes habilidades electrónicas de conocimiento..
  - En colaboración con TAG-Org y la Organización Internacional de Socorro: Capacitación de cientos de personas en Jordania sobre competencias empresariales.
  - Apoyar y capacitar a investigadores y estudiantes y prepararlos para el mercado laboral.
  - Programa para la Potenciación del papel de las mujeres en Baréin, en cooperación con el Consejo Supremo de la Mujer.
  - Un programa de formación para los recién licenciados en campamentos de Jordania.
  - Concurso de Discusión para la formación de los estudiantes universitarios de derecho para entrenarlos en materias de adjudicación de Propiedad Intelectual.
  - Concurso “Pon a prueba tus conocimientos” sobre símbolos de marcas para medir el conocimiento de las marcas y símbolos.
  - Red Árabe de las TIC para motivar el desarrollo social de los pueblos privados de la región.
  - Cooperación con las asociaciones contables y de auditoría en el mundo árabe.
  - Desarrollar las leyes árabes de propiedad intelectual.
  - TAG-Org es un socio con el príncipe Sultan bin Abd-Alaziz en el Premio de Jóvenes Emprendedores.

## Publicaciones profesionales por Firmas Miembros
- El imperativo de un programa de reforma de la WTO, Ginebra (2013)
- La WTO en una Encrucijada, Ginebra (2012)
- Gestión de Contadores Árabes Certificados (2012).
- Guía de uso ISAS en las Auditorías de Pequeñas y Medianas Entidades.
- La Guía de Bolsillo a la IFRS.
- Guía para el Control de Calidad para las Prácticas de las Pequeñas y Medianas.
- Ley Comercial Islámica (2010).
- Banca Islámica y Takaful (2010).
- Mercado de Capitales Islámicos e Instrumentos (2010).
- Contabilidad para Instituciones del Fondo Internacional (2010).
- Líderes de Outlook. Revista de Negocios del Colegio de Graduados de TAG.
- Normas Internacionales de Información Financiera para Entidades Pequeñas y Medianas.
- Sociedad Internacional para el Licenciamiento de Ejecutivos (LESI). Guía de Licenciamiento de Mejores Prácticas (2007).
- Guía de Prevención de Lavado de Dinero (2006).
- Guía de Gobierno Corporativo (2006).
- Normas Internacionales de Información Financiera (NIIF). Libro de Trabajo y Guía (Wiley) (2006-2008-2011).
- Organización Árabe Mundial de la Propiedad Intelectual (WIPO). Manual Autorizado de Propiedad Intelectual: Política, Derecho y Uso (2005).
- Traducción Oficial al Árabe de las Normas Internacionales de Contabilidad en el Sector Público (2005).
- Traducción al Árabe y Autorizada del “ Guía para Período Legal de Retención de los Libros del Comerciante y Papeles de Trabajo del Auditor (2004).
- Versión Autorizada en Árabe de “ Normas Internacionales de Información Financiera” (2003-2013).
- Manual de Normas Internacionales de Auditoría, Control y Ética Pronunciamientos (2001-2013).
- Versión Autorizada en Árabe de “Normas Internacionales de Contabilidad en el Sector Público” (2001-2013).
- Versión Autorizada en Árabe de “Normas Internacionales de Auditoría y el Código de Conducta Profesional” (2001).
- Traducción al Inglés de “Leyes de Propiedad Intelectual de los Países Árabes” (2000).
- Versión Autorizada en Árabe de “Normas Internacionales de Contabilidad” (1.ª Edición 1999, 2.ª Edición

2000, 3.ª Edición 2001).
- Versión Autorizada en Árabe de “Guía de Negocios para el Sistema Mundial de Comercio” (1999).
- Publicación Árabe-Inglés Autorizada de “Contabilidad y Presentación de Informes Financieros para los Costos Ambientales y Pasivos” (1999).
- Leyes de Marcas en los Países Árabes: Guía de Países (1998).
- Versión Oficial en Árabe de “Las Normas Internacionales sobre Auditoría” (1.ª Edición 1998, 2.ª Edición 2001, 3.ª Edición2002).
- Versión Oficial en Árabe del “Guía de Negocios para el Sistema Mundial de Comercio” (1.ª Edición 1998, 2.ª Edición 2000).